# Egg (Austria)
Egg è un comune austriaco di 3 524 abitanti nel distretto di Bregenz, nel Vorarlberg.